# Schloss Esneval

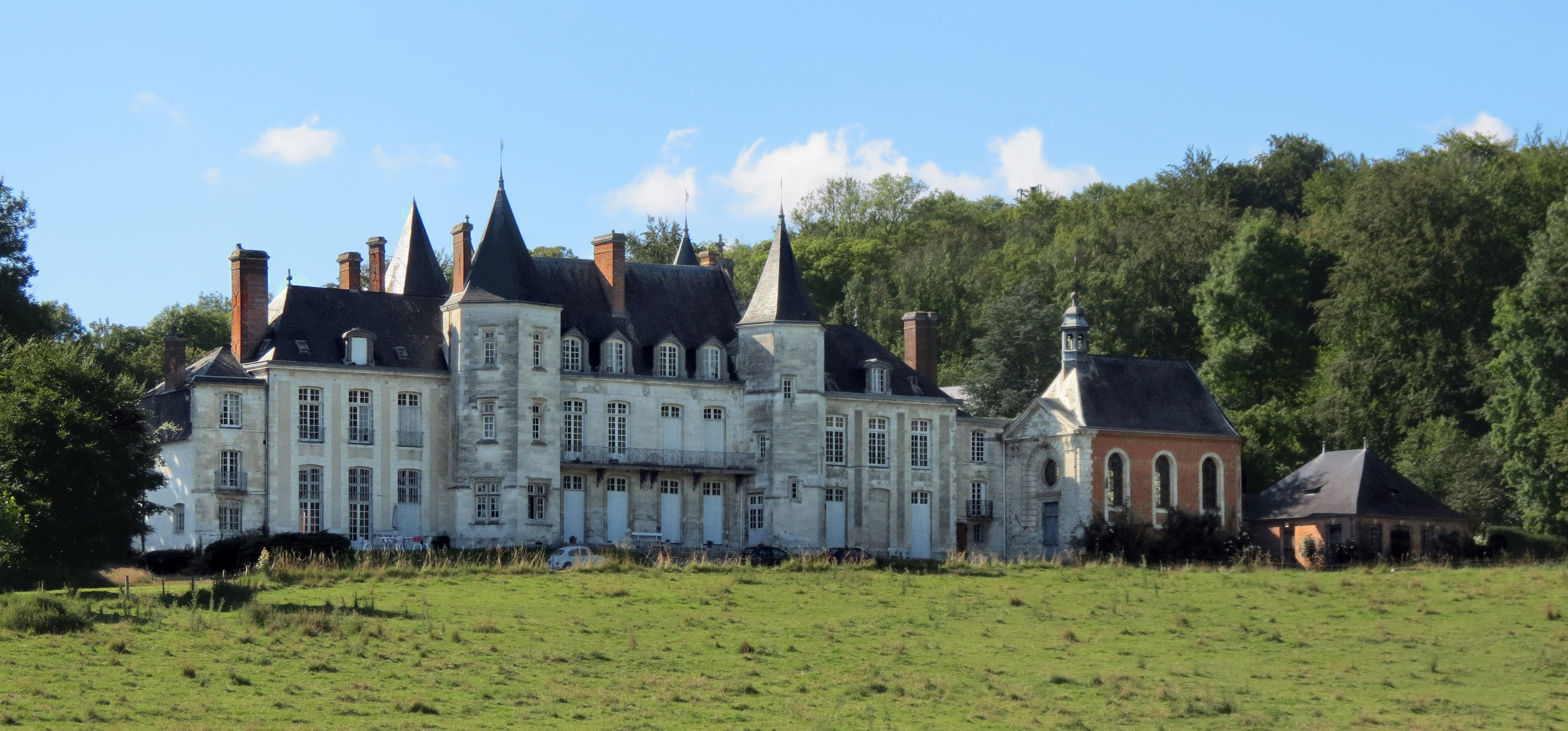
Schloss Esneval, Ansicht von Südosten

Das Schloss Esneval (französisch Château dʼEsneval) ist eine Schlossanlage in der französischen Stadt Pavilly in der Normandie. Es geht auf eine Anlage zurück, die Robert de Dreux als Nachfolgerin einer im Hundertjährigen Krieg stark beschädigten Burg errichten ließ. Sein heutiges Aussehen erhielt das Schloss aber erst im 18. Jahrhundert unter Pierre-Robert Le Roux. Es steht als klassifiziertes Monument historique (französisch Monument historique classé) seit dem 2. März 1970 unter Denkmalschutz. Die Anlage ist in Privatbesitz und wird als Wohnsitz genutzt, sie kann deshalb nicht besichtigt werden. Die Schlosskapelle ist aber jedes Jahr während der Journées Européennes du Patrimoine für Besucher geöffnet.

## Geschichte

### Mittelalterliche Vorgängeranlage
Im Mittelalter herrschten zwei Familien über das Gebiet der heutigen Ortschaft Pavilly: zum einen eine alteingesessene Familie, die sich nach dem Ort „de Pavilly“ nannte, und zum anderen die Familie dʼEsneval. Letztere trat erst ab dem 10. Jahrhundert in Erscheinung, nachdem der französische König Karl III. im Vertrag von Saint-Clair-sur-Epte die Gebiete der heutigen Haute-Normandie und des Pays d’Auge an den Normannen Rollo abgetreten hatte. Seit jener Zeit standen diese beiden Familien in Konkurrenz zueinander, die erst im Jahr 1280 beendet wurde, als Robert dʼEsneval Marguerite de Pavilly, die Letzte ihrer Familie, heiratete. Die Esneval errichteten im 13. Jahrhundert eine kleine Burg samt Kapelle und durften sie mit Genehmigung des Königs Karl V. während des Hundertjährigen Kriegs stärker befestigen. Die Maßnahme konnte jedoch nicht verhindern, dass die Anlage während des Krieges von englischen Truppen eingenommen wurde. Der Burgherr hielt sich zu jener Zeit im Gefolge des französischen Königs in Bourges auf, als die Engländer seine Seigneurie besetzten und dort einen Gefolgsmann Heinrichs IV. von England einsetzten.

### Neubau im 15. Jahrhundert
Erst nach der Rückeroberung der Normandie durch Karl VII. im Jahr 1449 erhielt der rechtmäßige Eigentümer seinen Besitz zurück. Das war zu jener Zeit aber schon nicht mehr die Familie Esneval, sondern Robert de Dreux, denn 1404 hatte die Erbtochter Jeanne dʼEsneval Roberts Vater Gauvain II. de Dreux geheiratet und die Seigneurie damit an seiner Familie gebracht. Allerdings war die Burg der Esneval im Krieg derart stark beschädigt worden, dass sie nicht mehr bewohnbar war, und so ließ Robert de Dreux zwischen 1469 und 1478 eine Nachfolgeanlage errichten. Diese bestand aus einem mehrgeschossigen Rechteckbau mit sechseckigen Türmen an den Ecken. Die Kapelle aus dem 13. Jahrhundert war der einzige Teil der alten Burg, der beim Neubau erhalten blieb.

### Barocke Veränderungen

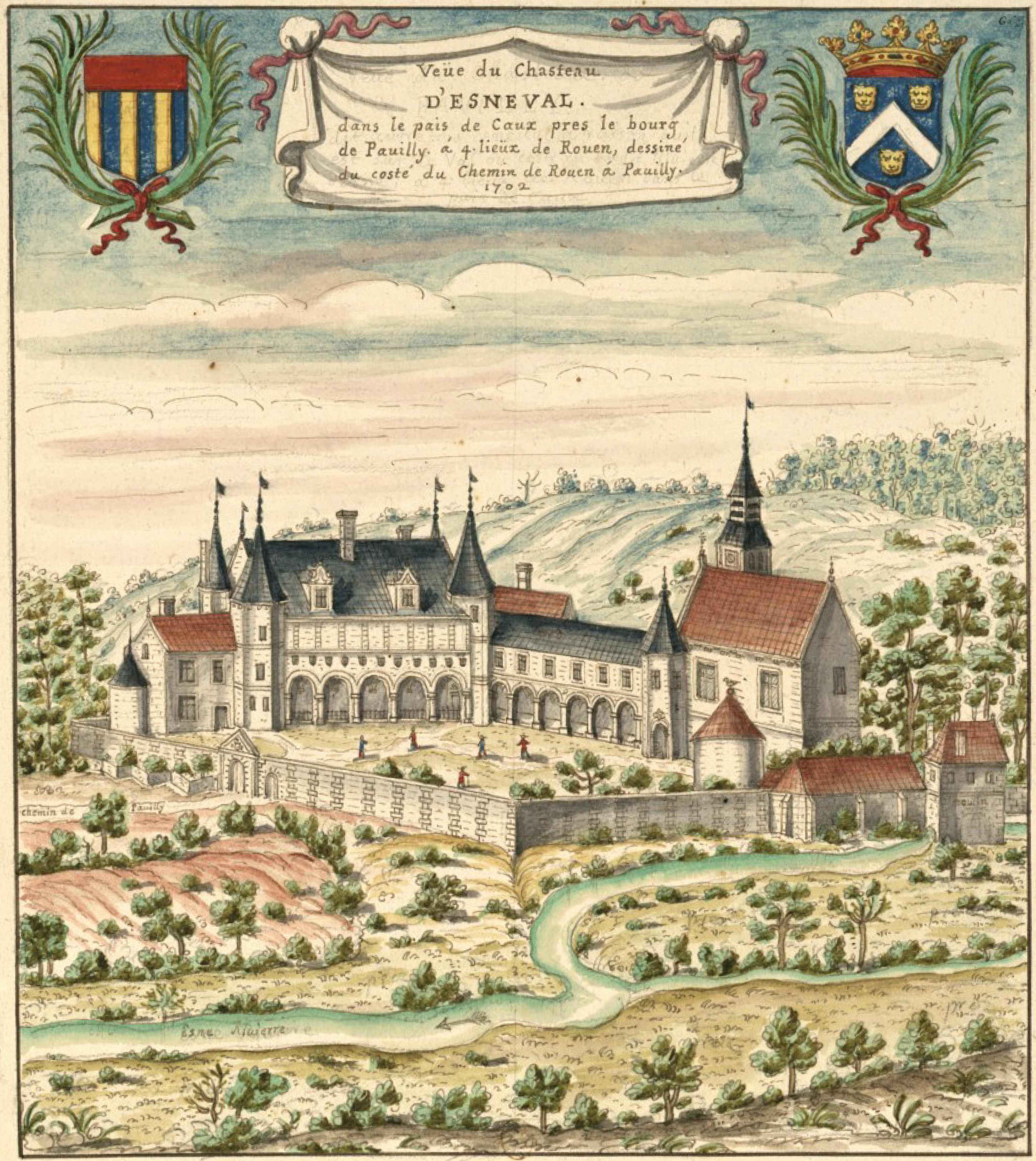
Darstellung des Schlosses von Louis Boudan, 1702

Im 16. Jahrhundert brachte die einzige Tochter des Hauses, Anne de Dreux dʼEsneval, die Anlage an ihren Ehemann René de Prunelé. Dessen Familie starb im 17. Jahrhundert im Mannesstamm aus. Françoise de Prunelé hatte 1615 Anne de Tournebu, den Präsidenten des Parlements in Rouen, geheiratet und vermachte die Burg ihrer einzigen Tochter Madeleine. Durch deren Heirat mit Claude Le Roux de Tilly im Jahr 1644 gelangte dessen Familie in den Besitz der Anlage und der Seigneurie. Die Le Roux nannten sich nachfolgend Le Roux dʼEsneval (auch Leroux dʼEsneval geschrieben). Von Claude Le Roux gelangte der Besitz über den Sohn Robert an Claudes Enkel Anne-Robert. Er hinterließ die Anlage bei seinem Tod 1766 seinem ältesten Sohn Pierre-Robert Le Roux. Der neue Seigneur ließ bis 1770 groß angelegte Veränderungen an der alten Anlage vornehmen und sie zu einem wohnlicheren Schloss umgestalten. Dabei verschwand die offene Galerie im Erdgeschoss des Hauptgebäudes, das nach Norden und Süden durch zwei Seitenflügel vergrößert wurde. Die alte, in den französischen Religionskriegen beschädigte Kapelle ließ Pierre-Robert vollständig niederlegen und durch einen Neubau ersetzen. Die Grundsteinlegung dafür erfolgte am 7. März 1769, die Einweihung durch den Erzbischof von Rouen, Dominique de La Rochefoucauld, am 26. Juni des darauffolgenden Jahres. Wie ihre Vorgängerin wurde das Gotteshaus Thomas Becket geweiht.

### 19. Jahrhundert und später

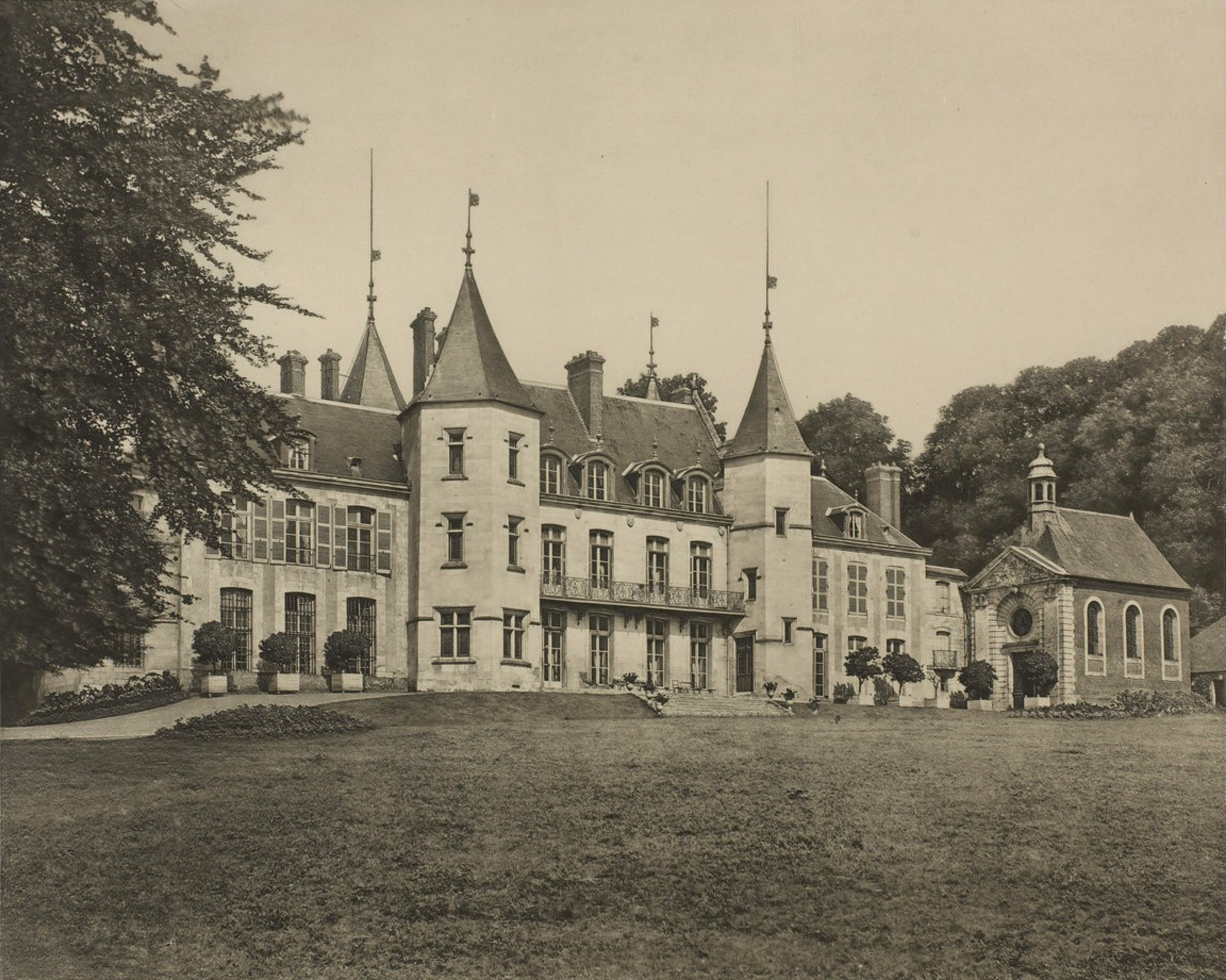
Schloss Esneval 1893

Pierre-Roberts Urenkelin Juliette Antoinette Le Roux heiratete 1825 Adrien Bézuel und brachte das Schloss mit in die Ehe. Andrien Bézuel ließ die einsturzgefährdeten Sechsecktürme instand setzen und die Fassade des Schlosses sowie den Schlosspark verändern. Außerdem erhielt er für sich und seine Nachkommen die Genehmigung, seinem Nachnamen den Zusatz dʼEsneval hinzuzufügen. Die Enkelin des Paares, Jeanne Bézuel dʼEsneval, war mit Alfred dʼAuray de Saint-Pos verheiratet und brachte die Anlage an seine Familie. Nach dem Tod der Eltern trat der älteste Sohn Henri das Erbe an und vermachte es bei seinem Ableben seiner ältesten Tochter Marie-Thérèse aus der Ehe mit Jeanne Boulay de La Meurthe. Gemeinsam mit ihrem Mann Raoul de Broglie-Revel ließ Marie-Thérèse einige Nebengebäude der Schlossanlage im 20. Jahrhundert zu Wohnungen umbauen.

## Beschreibung

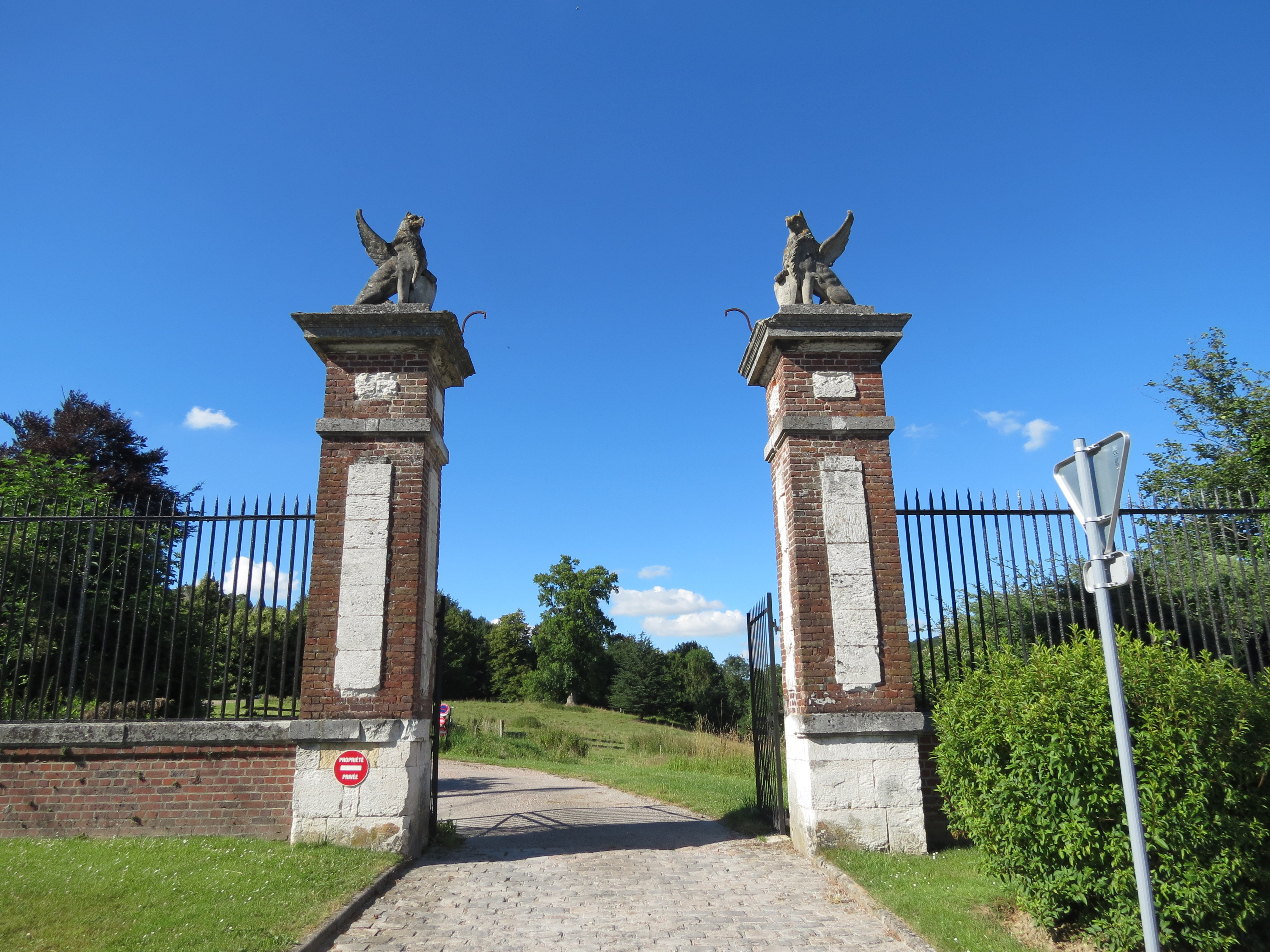
Das Haupttor des Schlosses

Das Schloss steht auf einer Erhebung am Ufer des Flusses Sainte-Austreberthe, der früher Esne hieß und von dem das Schloss seinen Namen erhielt. Es ist von einem 35,82 Hektar großen landschaftlich gestalteten Park umgeben, der als site classé unter Naturschutz steht. Zugang zum Schlossareal gewährt ein zweiflügeliges Gittertor, auf dessen Torpfeiler Greifenstatuen sitzen. Sie halten Schilde mit den Wappen der Familien Esneval und Pavilly. Am Rand des Schlossparks steht ein achteckiger Taubenturm aus dem 15. Jahrhundert. Er gehört jedoch nicht zu den historischen Schlossgebäuden, sondern stammt von einem Gut in der Gemeinde Mesnil-Panneville. Die Stadt Pavilly erwarb den Bau und ließ ihn von dort 1986 in den Schlosspark translozieren.
Das Hauptschloss der Anlage besteht aus einem rechteckigen Mittelbau mit hohem, schiefergedecktem Satteldach und zwei Seitenflügeln mit Walmdächern, die sich ihm nördlich und südlich anschließen. Das Mauerwerk ist aus hellem Haustein. Der Mittelbau stammt mitsamt den ihn umgebenden Türmen im Kern aus dem 15. Jahrhundert, wurde aber in späteren Jahrhunderten mehrfach verändert. Die sechseckigen Türme besitzen hohe Schieferhelme mit Wetterfahnen und haben ihre Eckfunktion seit dem Anbau der Seitenflügel im 18. Jahrhundert verloren. Einer von ihnen fungiert als Treppenturm mit einer steinernen Wendeltreppe in seinem Inneren. Das Gewölbe der Treppe zeigt die Wappen von Jeanne dʼEsneval und ihrem Mann Robert de Dreux, dem Bauherrn des Mitteltrakts.

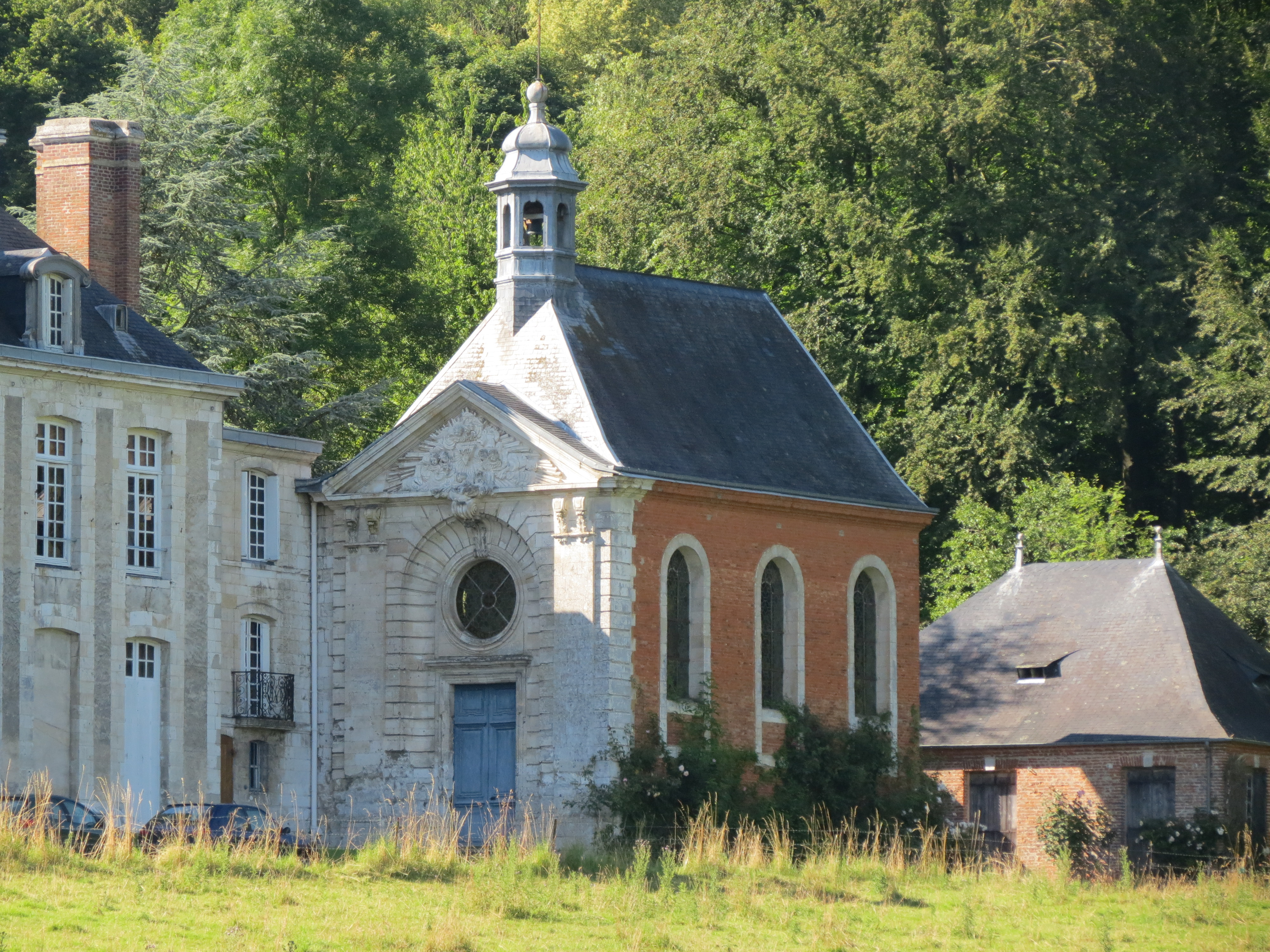
Die Schlosskapelle

Die Schlosskapelle aus Backstein mit Fünfachtelschluss ist dem einstigen Erzbischof von Canterbury, Thomas Becket, geweiht. Das Gebäude besitzt wie das Hauptschloss ein schiefergedecktes Dach, das von einem Dachreiter mit Glocke und barocker Haube bekrönt wird. Die südliche Stirnseite mit dem Eingangsportal ist mit hellem Haustein verkleidet und besitzt als oberen Abschluss einen Dreiecksgiebel. Dessen Giebelfeld zeigt ein skulptiertes Auge der Vorsehung umgeben von Engelsköpfen und Wolken. Es wurde 1999 restauriert. Das Kapelleninnere wird durch hohe Rundbogenfenster erhellt. Die darunter befindlichen Wandflächen sind mit einer Holztäfelung verkleidet, die – wie die Mehrheit der heutigen Ausstattung – in das 18. Jahrhundert datiert. Aus dem 13. Jahrhundert stammt hingegen das Grabmal des Thomas de Pavilly mit dessen Liegefigur, es befand sich schon in der Vorgängerkapelle. Die Mensa des Altars wird von zwei Engelstatuen getragen. Dazwischen befindet sich ein kleiner Schrein mit einer Reliquie Thomas Beckets. An diesen erinnert auch ein großes Gemälde über dem Tabernakel, das die Ermordung des Heiligen zeigt.